# Poroy
Pour la ville péruvienne, voir Poroy.
Poroy (en macédonien Порој, en albanais Poroji) est un village du nord-ouest de la Macédoine du Nord, situé dans la municipalité de Tetovo. Le village comptait 2 899 habitants en 2002. Il est majoritairement albanais.

## Démographie
Lors du recensement de 2002, le village comptait :
- Albanais : 2 894 ;
- Macédoniens : 2 ;
- autres : 3.